# Prädikat Auslese

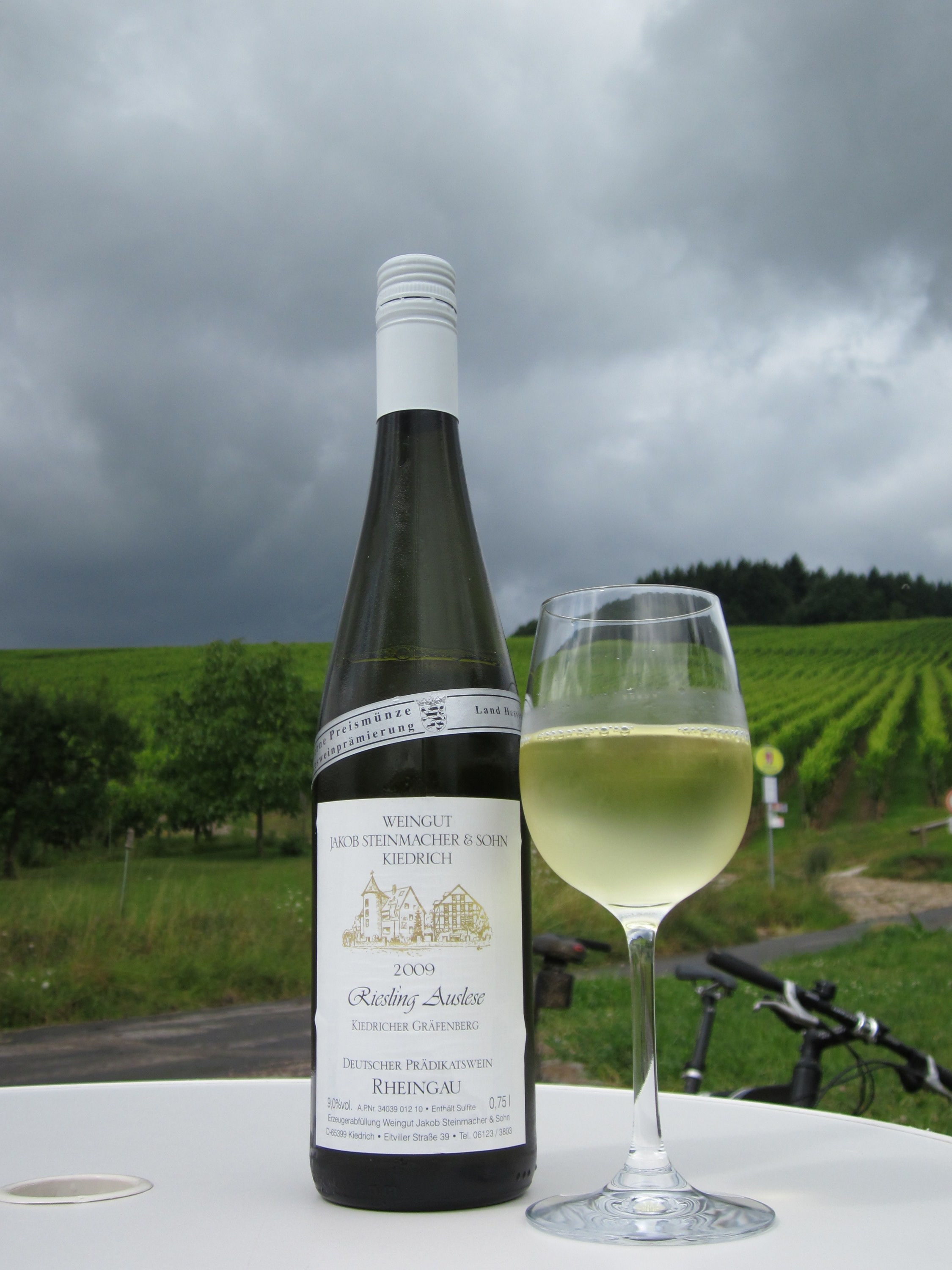
Eine Auslese aus dem Rheingau in Hessen

Auslese ist ein Prädikat für Qualitätsweine. Sie gehört zur Wein-Qualitätsstufe der Prädikatsweine.

## Lese der Trauben
Auslesen sind Spitzenweine aus vollreifem, oft edelfaulem, ausgesuchtem Traubengut. Nach Kabinett und Spätlese ist Auslese die 3. Stufe des deutschen Prädikatssystems. Als Auslese bezeichnet man sowohl den Reifegrad der Trauben und ihren Zuckergehalt zum Zeitpunkt der Lese, als auch den daraus gewonnenen Wein. Bei der Ernte versteht man unter Auslese die Selektion von vollreifen, goldgelben Trauben. Die Trauben mit Edelfäulebefall werden von Hand gelesen. Für Beerenauslese und Trockenbeerenauslese muss außerdem das Einschrumpfen der von der Grauschimmelfäule (Botrytis cinerea) befallenen Beeren abgewartet werden. Auslesen eignen sich für eine lange Lagerung, sie gewinnen mit jedem Reifungsjahr an Geschmacksausdruck. Sie werden überwiegend in süßer Geschmacksrichtung ausgebaut und sind durch einen relativ niedrigen Alkoholgehalt und ein fruchtiges Geschmacksbild charakterisiert, das auf einem spannungsreichen Süße-Säure-Spiel beruht. Trocken ausgebaute Auslesen besitzen in der Regel ein kräftigeres Geschmacksbild und einen höheren Alkoholgehalt. 

## Anforderungen
In Deutschland werden nur vollreife Trauben mit der Mindestanforderung von 95° Oechsle gelesen; im Weinbaugebiet Baden muss eine Auslese je nach Rebsorte mindestens 102° oder 105° Oechsle haben. In Österreich liegt die gesetzliche Mindestanforderung bei 105° Oechsle/21° KMW.